# Hispania Sacra
Hispania Sacra és una revista científica espanyola d'història religiosa, editada semestralment per l'Institut d'Història del Centre de Ciències Humanes i Socials (CCHS) del Consell Superior d'Investigacions Científiques (CSIC).
Fundada el 1948 per l'historiador català Josep Vives i Gatell com a hereva de la revista Missionalia Hispanica, la publicació està dedicada a l'estudi de la història de les religions des d'una perspectiva no confessional, i amb particular interès al món hispànic. A més d'articles originals en espanyol, anglès, francès, italià i portuguès, la revista inclou ressenyes crítiques sobre la producció historiogràfica més recent.
Hispania Sacra està indexada a: Arts & Humanities, A&HCI (ISI, USA); SCOPUS (Elsevier B.V., NL); Francis (CNRS-INIST, FRA); Hispanic American Periodical Index, HAPI (UCLA, USA); Regesta Imperii (Regesta Imperii, GER); Arts i Humanities Data Service, AHDS (JISC-AHRC, UK); Handbook of Latin America Studies, HLAS (Library of Congress, USA); Ulrich's Periodicals Directory (ProQuest, UK); International Bibliography of the Social Sciences, IBSS (BIDS-JISC, UK); Religious and Theological Abstracts, RTA (William Sailer, USA); Periodical Index Online, PIO (Chadwick-Healey, ProQuest, UK); Historical Abstracts, HA (ABC CLIO, USA) i ISOC (CSIC, SPA). A més, està inclosa al Catàleg Latindex 2.0 i compta amb el Segell de Qualitat de la FECYT.
Els directors de la revista han estat: Josep Vives i Gatell (1948-1976), Tomás Marín (1977-1987), José Andrés Gallego (1987-2001), Antón M. Pazos (2002-2005), Cristóbal Robles Muñoz (2006-2014), Andrés Martínez Esteban (2015-2018) i Cesar Olivera Serrano (2019-).